# Herve Leger
Hervé Léger (иногда пишется как Herve Leger, IPA:ɛʁ.ve le.ʒe) — французский модный дом, основанный дизайнером Эрве Леру (Hervé L. Leroux).

## История
Модный дом Hervé Léger был основан в 1985 году. В этом же году дизайнер открыл первый бутик бренда в Париже на улице Пеликан (Pelican). За несколько лет до этого Эрве работал ассистентом у Тэна Гьюдичелли — основателя Модного Дома «Tan Guidecelli».
Партнёр Эрве, Карл Лагерфельд (Karl Lagerfeld), посоветовал дизайнеру поменять фамилию на Léger (ранее он был известен как Hervé Peugnet) — в маркетинговых целях, чтобы клиентам было проще её произносить. Позже дизайнер сменил фамилию ещё раз, став «Эрве Леру» (Hervé L. Leroux).
В 1989 году модный дом стал известным благодаря изобретению так называемого бандажного платья (bandage dress), корректирующего фигуру с помощью специальных лент из эластана и лайкры. Идея бандажного платья из полос, переплетённых между собой различными способами, появилась случайно: Эрве Леру долгое время не мог определиться с образом будущей коллекции, и в один момент начал «машинально» накручивать на манекен ленты для отделки одежды. Впоследствии бандажные платья стали «визитной картой» Hervé Léger. Другими узнаваемыми чертами одежды от модного дома стали асимметрия, футуристичность и игра света на ткани.
В 1995 году компания выпустила коллекцию сценических костюмов для постановок Ролана Пети «Лебединое озеро» и «Камера обскура».
В сентябре 1998 года модный дом был приобретён компанией BCBG Max Azria Group (50 % акций были куплены ещё в 1992 году). Это было первое в истории приобретение французского кутюрье американским дизайнером. Консультантом по сделке выступил известный инвестиционный банк Ohana & Co., специализирующийся на дизайнерской отрасли.
В 2005 году была запущена парфюмерная линия бренда. Под брендом Herve Leger кроме духов и женской одежды также производились обувь, сумки, кошельки, ремни, нижнее бельё.
В апреле 2007 года Max Azria перезапустил бренд «Hervé Léger», начав с летней коллекции. Коллекция появилась лишь в нескольких специализированных бутиках.
В августе 2007 года бутик Hervé Léger был открыт в Бэверли Хиллз. Позднее были открыты монобрендовые бутики в Лас-Вегасе, Нью-Йорке.
В феврале 2008 года Max Azria представил коллекцию «Hervé Léger by Max Azria» на Нью-йоркской неделе высокой моды.
В 2011 году была представлена весенне-летняя коллекция, в показе которой участвовали Жаклин Яблонски, Тони Гаррн, Фрея Беха Эриксен, Эмма Хеминг-Уиллис и др.
В январе 2013 года Эрве Леру становится членом Синдиката Высокой моды — объединения Домов моды, которое с 1858 года обшивало аристократию и финансовую верхушку общества. В этом же году был открыт бутик Herve Leger в Москве.
В феврале 2014 года бутик Herve Leger открылся в Маниле, столице Филиппин.